# Identita (sociologie)
Identita v sociologickém pojetí značí soubor vlastností, přesvědčení a hodnot, které definují, kdo jsme. Původní význam pojmu identita pochází z latinského slova „idem“ a znamená stejnost, shodu – jednoduše „totéž“. Předpokládá tedy stejnost a časovou kontinuitu. V oblasti formální logiky a algebry má tento pojem v západním myšlení tradici. V oblasti sociálních věd je zaměření na pojem identita poněkud mladší. Stává se výchozím bodem pro studium sebeprojekce jednotlivců i skupin v antropologii, psychologii, religionistice a sociologii.
Identita může být ovlivněna mnoha faktory, včetně etnického původu, národnosti, jazyka, náboženství, pohlaví, sexuální orientace, sociální třídy a mnoha dalších aspektů života. Klasické sociologické pojetí identity vede ke struktuře sociální nebo kulturní. 

## Vytváření identity
Vlastní identitu si netvoříme sami, ale je nám dána okolnostmi. Nikdo sám si nevybere ani křestní jméno nebo místo, kde se narodí. Podle Meada není to, kdo jsme – naše Já –, atributem, s nímž bychom se již narodili, nýbrž získáváme jej postupem času prostřednictvím interakce s jinými.
Identita může být osobní i kolektivní. Osobní identita se týká jednotlivce a toho, co jej činí jedinečným, zatímco kolektivní identita odkazuje na příslušnost k sociální skupině, jako je komunita, kultura nebo národ.
Identita je definována také typickými rysy jedince nebo skupiny, obvykle podmíněné sociálními charakteristikami. U jedince, ale i u skupiny je takovým označením jméno a další atributy, které umožňují identifikaci subjektu. V dnešním digitálním světě je především známý pojem Identita občana sloužící k identifikace jedince i v kybernetickém prostoru. Národní nebo národnostní identita se například řídí tím, zda se považujeme za „Angličana", „Američana", „Francouze" apod.
Skupina, která nás definuje, pomáhá usměrňovat naše chování a údajně nám umožňuje svobodně jednat, nemusí být zvolena vědomě, takže se může stát přítěží. Když jsme se k ní původně připojili, nešlo o akt svobody, nýbrž o projev závislosti. Nerozhodujeme se, že budeme Francouzi, Španělé, černoši z Karibiku, běloši nebo příslušníci střední třídy. Svůj úděl můžeme brát vyrovnaně či rezignovaně, nebo jej považovat za dar osudu a skupinovou identitu přijímat nadšeně – být hrdí, na to, co jsme, i na očekávání, jež jsou v nás v důsledku toho vkládána. Naše sebeidentita je tak svázána se sociálními identitami, které představujeme pro jiné, i s těmi, s nimiž se setkáváme v naší každodenní existenci.

## Kulturní identita
Kulturní identita je součástí identity člověka nebo sebepojetí a je spojena s národností, etnickou příslušností, náboženstvím, sociální třídou, věkem, regionem nebo sociální skupinou, která má jedinečnou kulturu. Kulturní identita je tedy charakteristikou jednotlivců a skupin příslušníků kultury, kteří sdílejí stejnou kulturu a zázemí. Kulturní identita je plynulý proces, který se mění na základě různých sociálních, kulturních a historických zkušeností. Někteří lidé zažívají více změn kulturní identity a ti, kteří se mění méně často, mají jasnou kulturní identitu. To znamená, že zavádějí kulturu dynamickým, ale udržitelným způsobem.
Autoři teorií identit naopak shodně konstatují, že je-li předmětem sociologického zájmu identita, není možné striktně oddělovat aktéry od struktury, příp. individuální od kolektivních identit, a tím se dotýkají mnohého z toho, co popisují Berger a Luckmann

## Náboženská identita
Náboženská identita je formou konstrukce identity. Zejména význam členství ve skupině závisí na typu členství ve skupině a na individuálním sebepojetí. Náboženská identita není totéž, co náboženství nebo víra. Ačkoli jsou tato tři slova podobná, náboženství a víra odkazují na hodnoty příslušnosti k náboženské skupině a účasti na náboženských událostech (jako je například chození do kostela). Náboženská identita naopak odkazuje na příslušnost k náboženské skupině, bez ohledu na náboženskou aktivitu a účast na rituálech. Kromě toho vylučuje další aspekty identity, jako je rasa, věk a pohlaví.

### Globalizace a individualizace
Modernita úzce souvisí s teorií sekularizace. Úpadek či ústup náboženství je charakterizován ztrátou společenského významu s tím spojenou, což by mělo vést ke společnosti bez náboženství.
Individualizace tedy znamená na jedné straně více svobody - více individuálních rozhodnutí, možností konverze, volba náboženského přístupu, více sebereflexe a větší pocit autenticity - ale na druhé straně snížení jeho důležitosti. 
Tradice (tradiční náboženství), tzn. snížení významu institucionalizovaných nositelů tradice (církví, církevních hodnostářů), je spojena s moderní tendencí k prolomení bariér a hranic a požadavkem na flexibilitu, která je obecně vnímána jako pozitivní hodnota. Na druhou stranu s tradicí souvisí i nepřizpůsobivost, stálost a „solidnost“ (k dřívějším formám jejich náboženství) což jde proti povaze postmodernismu .